# غودارد
غودارد (بالإنجليزية: Goddard, Kansas)‏ هي مدينة تقع في مقاطعة سيجويك، كانزاس بولاية كانساس في الولايات المتحدة. تبلغ مساحة هذه المدينة 11.63 (كم²)، وترتفع عن سطح البحر 446 م، بلغ عدد سكانها 4344 نسمة في عام 2010 حسب إحصاء مكتب تعداد الولايات المتحدة وتصل الكثافة السكانية فيها 378.6 نسمة/كم2.

## التركيبة السكانية
قام مكتب تعداد الولايات المتحدة بتحديد بيانات التركيبة السكانية لغوداردفي تعداد الولايات المتحدة. في ما يلي، التركيبة السكانية حسب تعدادي 2000 و2010.

### تعداد عام 2000
بلغ عدد سكان غودارد 2,037 نسمة بحسب تعداد عام 2000، وبلغ عدد الأسر 666 أسرة وعدد العائلات 534 عائلة مقيمة في المدينة. في حين سجلت الكثافة السكانية 837.5 نسمة لكل ميل مربع (323.4/كم2). وبلغ عدد الوحدات السكنية 698 وحدة بمتوسط كثافة قدره 287.0 نسمة لكل ميل مربع (110.8/كم2).
وتوزع التركيب العرقي للمدينة بنسبة 95.14% من البيض و 0.98% من الأمريكيين الأصليين و 0.74% من الأمريكيين ذوي الأصول الآسيوية و 0.05% من سكان جزر المحيط الهادئ و 0.29% من الأمريكيين الأفارقة و 2.21% من عرقين مختلطين أو أكثر.
بلغ عدد الأسر 666 أسرة كانت نسبة 49.5% منها لديها أطفال تحت سن الثامنة عشر تعيش معهم، وبلغت نسبة الأزواج القاطنين مع بعضهم البعض 64.4% من أصل المجموع الكلي للأسر، ونسبة 10.4% من الأسر كان لديها معيلات من الإناث دون وجود شريك، وكانت نسبة 19.8% من غير العائلات. تألفت نسبة 17.1% من أصل جميع الأسر من أفراد ونسبة 5.1% كانوا يعيش معهم شخص وحيد يبلغ من العمر 65 عاماً فما فوق. وبلغ متوسط حجم الأسرة المعيشية 3.34، أما متوسط حجم العائلات فبلغ 2.94.
بلغ العمر الوسطي للسكان 33 عاماً. وكانت نسبة 33.4% من القاطنين تحت سن الثامنة عشر، وكانت نسبة 7.7% بين الثامنة عشر والأربعة وعشرون عاماً، ونسبة 29.8% كانت واقعةً في الفئة العمرية ما بين الخامسة والعشرون حتى والأربعة وأربعون عاماً، ونسبة 18.9% كانت ما بين الخامسة والأربعون حتى الرابعة والستون، ونسبة 10.2% كانت ضمن فئة الخامسة والستون عاماً فما فوق. يوجد لكل 100 أنثى 93.3 ذكر، ويوجد لكل 100 أنثى في الثامنة عشر من عمرها فما فوق 88.2 ذكر.
بلغ متوسط دخل الأسرة في المدينة 50,352 دولار، أما متوسط دخل العائلة فبلغ 53,690 دولار. وكان متوسط دخل الذكور 39,881 دولار مقابل 23,807 دولار للإناث. وسجل دخل الفرد الخاص بالمدينة 18,957 دولار. وكانت نسبة 2.6% من العائلات ونسبة 3.6% من السكان تحت خط الفقر،

### تعداد عام 2010
بلغ عدد سكان غوبليز 829 نسمة بحسب تعداد عام 2010، وبلغ عدد الأسر 320 أسرة وعدد العائلات 210 عائلة مقيمة في المدينة. في حين سجلت الكثافة السكانية 804.9 نسمة لكل ميل مربع (310.8/كم2). وبلغ عدد الوحدات السكنية 347 وحدة بمتوسط كثافة قدره 336.9 لكل ميل مربع (130.1/كم2).
وتوزع التركيب العرقي للمدينة بنسبة 93.1% من البيض و 0.2% من الأمريكيين الأصليين و 0.6% من الأمريكيين الأفارقة و 4.3% من عرقين مختلطين أو أكثر.
بلغ عدد الأسر 320 أسرة كانت نسبة 35.3% منها لديها أطفال تحت سن الثامنة عشر تعيش معهم، وبلغت نسبة الأزواج القاطنين مع بعضهم البعض 45.3% من أصل المجموع الكلي للأسر، ونسبة 14.1% من الأسر كان لديها معيلات من الإناث دون وجود شريك، بينما كانت نسبة 6.3% من الأسر لديها معيلون من الذكور دون وجود شريكة وكانت نسبة 34.4% من غير العائلات. وبلغ متوسط حجم الأسرة المعيشية 3.24، أما متوسط حجم العائلات فبلغ 2.59.
بلغ العمر الوسطي للسكان 37.7 عاماً. وكانت نسبة 27.6% من القاطنين تحت سن الثامنة عشر، وكانت نسبة 6.9% بين الثامنة عشر والأربعة وعشرون عاماً، ونسبة 26% كانت واقعةً في الفئة العمرية ما بين الخامسة والعشرون حتى والأربعة وأربعون عاماً، ونسبة 26.7% كانت ما بين الخامسة والأربعون حتى الرابعة والستون، ونسبة 12.7% كانت ضمن فئة الخامسة والستون عاماً فما فوق. وتوزع التركيب الجنسي للسكان بنسبة 47.6% ذكور و52.4% إناث.

## وصلات خارجية
- goddardks.gov
- The US50 - Cities and Towns in Kansas State